# Munnekemoer
Munnekemoer est un village néerlandais de la province de Groningue, appartenant à la commune de Westerwolde.
Munnekemoer est situé au sud de Ter Apel, au nord-ouest d'Emmen, dans la pointe méridionale de la province de Groningue, coincé entre l'Allemagne et Drenthe. Tel un village-rue, le village est situé le long des deux côtés du Ter Apelkanaal.
Son nom signifie le marais des moines ; les moines auxquels est fait référence sont ceux de l'ancien monastère de Ter Apel.